# 릴타치
릴타치(Lil Tachi, 본명: 강현준, 2002년 2월 4일 ~ )는 쇼미더머니 777, 고등래퍼 3, 쇼미더머니 8에 참가한 대한민국의 래퍼이다.

## 방송 출연

### 쇼미더머니 777
파이트 머니 쟁탈전에서 쿠기, 제네 더 질라와 대결하여 패배. 당시에는 미숙한 실력과 부족한 무대경험 때문에 눈에 띄지는 못했다. 그러나 제네 더 질라 파트에서 훅을 해서 귀여운 실수를 하는 모습을 보여줬다.

### 고등래퍼 3
고등래퍼3에 참가하여 독특한 톤과 수준급 랩 실력으로 많은 인기를 얻고 기리보이&키드밀리 팀에 영입되어 1차 팀대항전에서 김호진과 함께한 '눈', 최진호 , 키드밀리와 함께한 ‘카모플라쥬’가 음원차트에서 높은 순위를 기록하며 세미파이널까지 진출하여 'DOGSICK'이라는 곡에서 탈락했다. 허나 이후에 스윙스와 기리보이가 사들인 위더플럭 레코즈에 영입되었다

### 쇼미더머니8
1차예선에서는 랩하는 모습이 나오지 않았고 2차 예선에서 자신의 주 장르인 트랩이 아닌 깔끔한 붐뱁을 보여주어 호평을 받으며 ALL PASS를 받았다. 절반 탈락 심사에서는 G-Eazy의 No Limit 비트에서 멋진 무대를 보여주었다. 릴타치가 다른 두명에 비해 뛰어나다는 평이 많았다. 이후 4차 1대1 배틀에서는 가사를 4줄말고 다 틀린 에피텐드와 붙었으나 엠넷에서 가사를 틀린 부분을 잘라 멘탈이 약해지며 패배하였다. 그렇지만 패자부활전으로 부활했다. 그러나 멘탈이 약화된 상태에서
무대를 하는 것은 릴타치에게 무리였으며 결국 디스전과 크루 리벤지 배틀서 서동현에게 패해 탈락했다.